# Hidcote Manor Garden

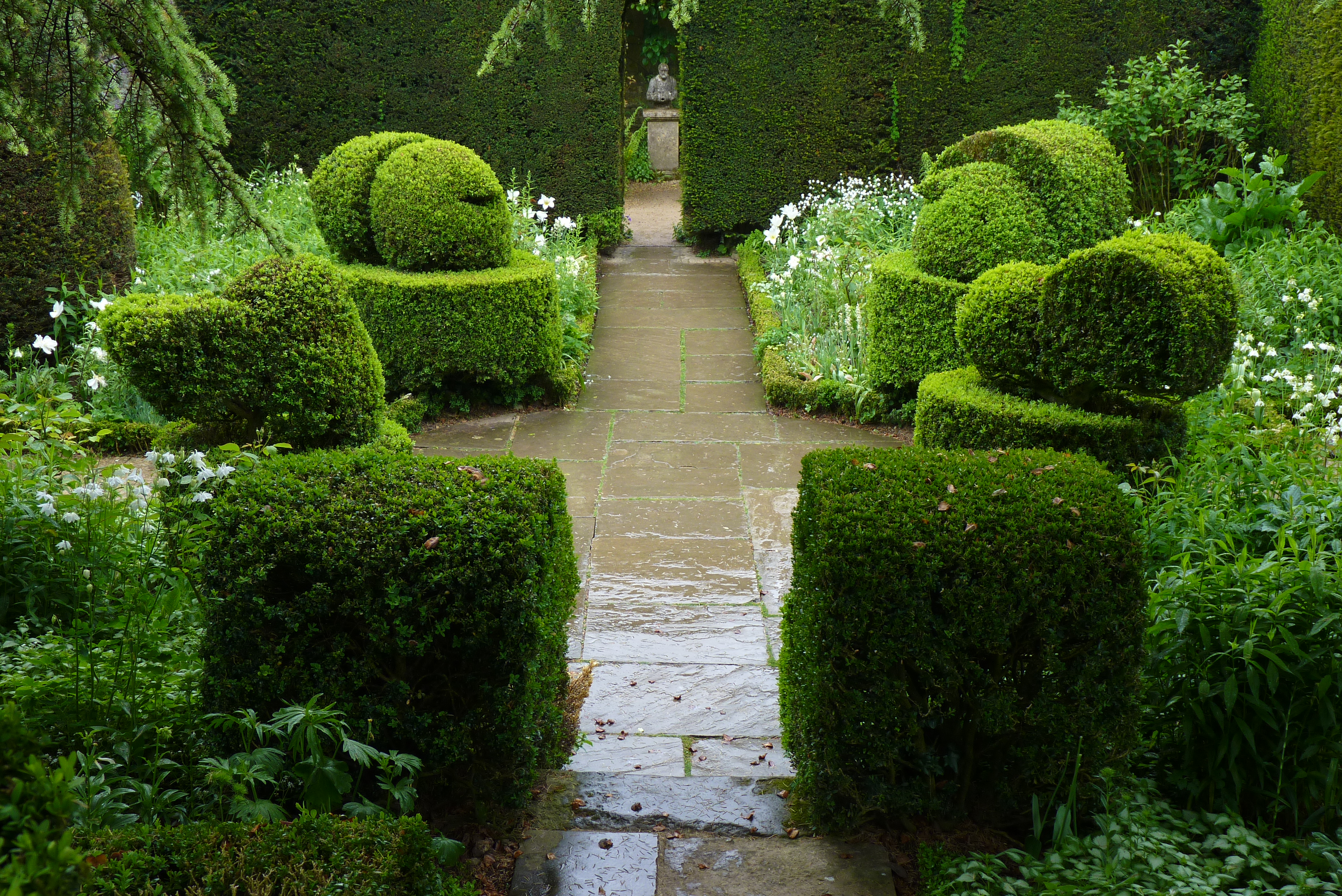
Ein Gartenraum im Hidcote Manor Garden, der Weiße Garten mit Formschnitt-Gehölzen

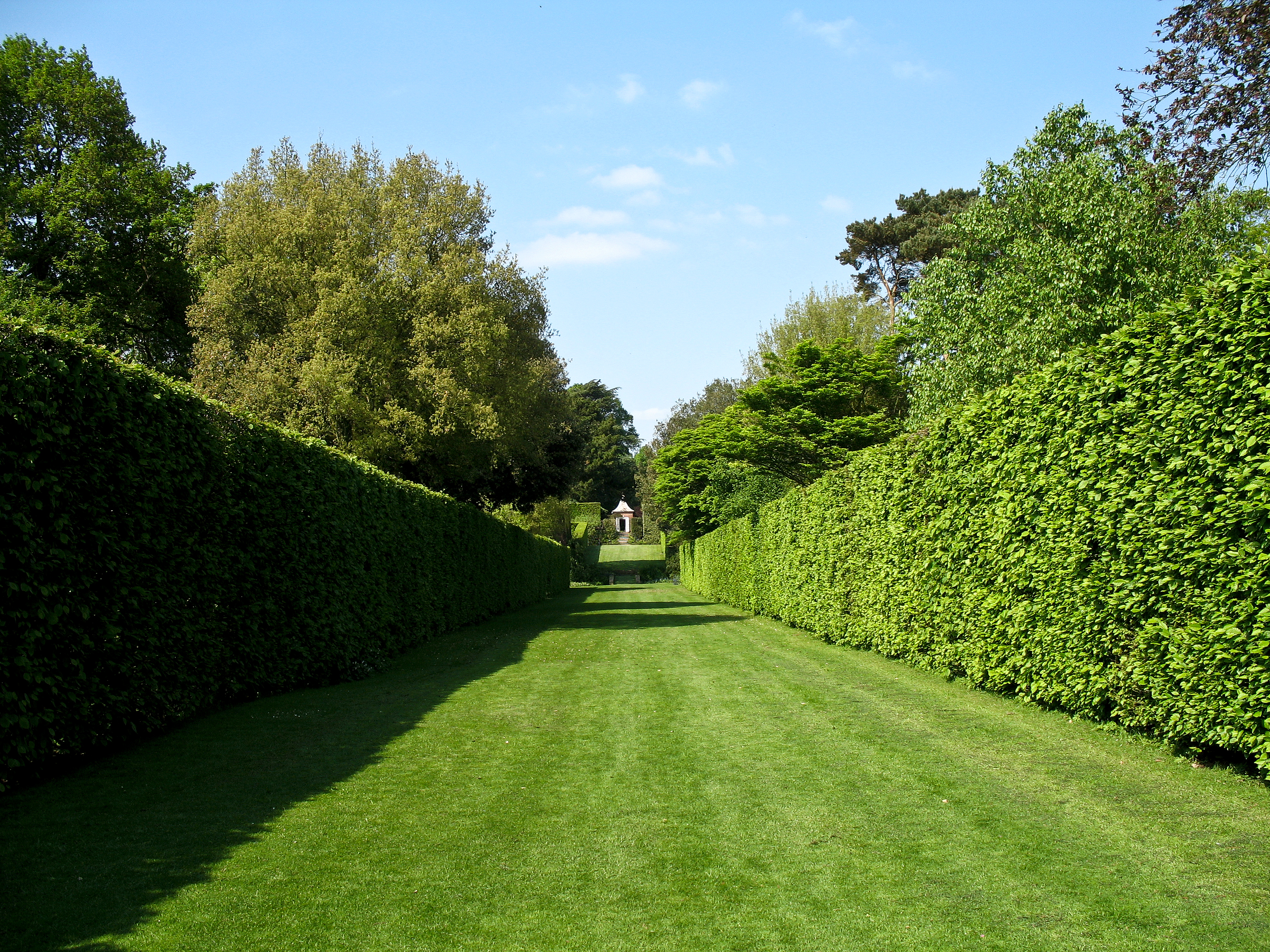
Eine Sichtachse, der Long Walk mit einer Gartenlaube am nördlichen Ende

Der Hidcote Manor Garden ist eine englische Parkanlage im Arts&Crafts-Stil. Er befindet sich in Hidcote Bartrim im Nordosten von Chipping Campden in der Grafschaft Gloucestershire. Die Anlage wurde ab 1907 von dem amerikanischen Privatier Lawrence Waterbury Johnston erstellt und gehört seit 1948 dem National Trust. Charakteristisch für die mehr als 40.000 Quadratmeter umfassende Anlage sind vor allem die Unterteilung in verschiedene Gartenräume, englisch Outdoor Rooms, die Sichtachsen, englisch Vistas, die kunstvoll geschnittenen Gehölze, sowie die roten Staudenbeete, englisch Red Borders. Der Hidcote Manor Garden war ein Vorbild für andere berühmte Anlagen dieser Art; beispielsweise enthalten der Entwurf und die Bepflanzung des Garden of the Sissinghurst Castle Gestaltungselemente des Hidcote Manor Gardens.

## Übersicht

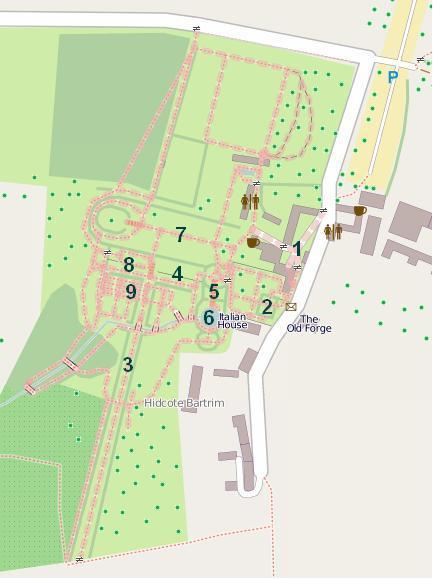
Plan des Hidcote Manor Garden: 1 Eingang, 2 Weißer Garten, 3 Long Walk, 4 Red Borders, 5 Fuchsiengarten, 6 Wasserbecken, 7 Theatre Lawn, 8 Stilt Garden, 9 Pillar Garden

Der Hidcote Manor Garden befindet sich auf einem 183 m hohen Plateau am nördlichen Rand der Cotswolds. Zur Grafschaft Gloucestershire gehörend und an der Grenze zur Grafschaft Warwickshire gelegen, befindet sich Hidcote ungefähr zwei Kilometer östlich von Mickleton, ungefähr sieben Kilometer nordöstlich von Chipping Campden und 16 Kilometer südlich von Stratford-upon-Avon. Der Garten von Hidcote ist in der National Heritage List for England in der höchsten Klasse Grade I eingetragen. Nur wenige hundert Meter vom Hidcote Manor Garden entfernt liegt eine weitere bekannte Gartenanlage, die Kiftsgate Court Gardens.

## Geschichte

### Die Entstehung des Gartens
Im Juli 1907 erwarb die aus den Vereinigten Staaten stammende Gertrude Winthrop das Anwesen von Hidcote als festen Wohnsitz für sich und ihren Sohn Lawrence Johnston nach Jahren des Pendelns zwischen den Vereinigten Staaten, Frankreich und England. Das Anwesen war mehr als einen Quadratkilometer groß. Außer dem Herrenhaus, das im 17. Jahrhundert erbaut worden war, befanden sich auf dem Grundstück noch mindestens sieben Cottages und eine Schmiede. In den Verkaufsunterlagen wurde das Herrenhaus als „sehr pittoresk“ beschrieben. Es bestand aus einer Eingangshalle, drei Wohnzimmern, acht Schlafzimmern, zwei kleineren Schlafzimmern und aus mehreren Büroräumen. Bei dem Haus gab es einige Rasenflächen, Sträucher, eine Libanon-Zeder und einen großen Küchengarten.

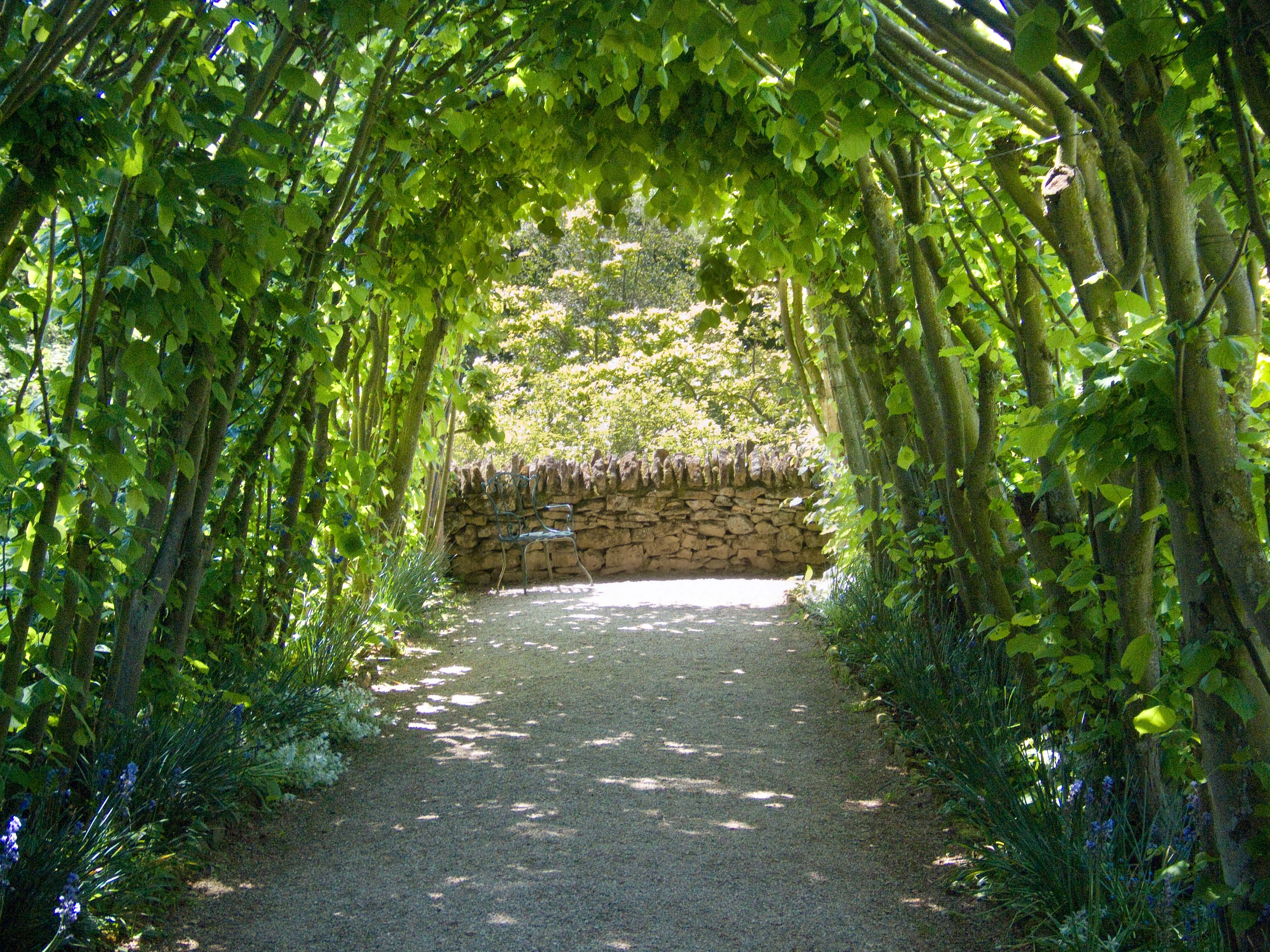
Eine in Hidcote als Tunnel bezeichnete Lindenallee

Trotz des kalkhaltigen Bodens und des oft kräftigen Südwestwindes legte Lawrence Johnston in den folgenden Jahren den Grundstein für den heute bestehenden Garten, denn er beabsichtigte, einen besonderen Garten zu erschaffen. Inspiriert wurde er wahrscheinlich von Abbildungen in verschiedenen Gartenbüchern und insbesondere vom Arts and Crafts Movement. In der Tradition dieser Bewegung stand das 1900 erschienene und viermal neu aufgelegte Buch The Art and Craft of Garden Making des Landschaftsarchitekten Thomas H. Mawson, das Johnston wohl genau kannte. Zu dieser Zeit gab es einige erfolgreiche Gartenarchitekten, der bekannteste unter ihnen war Edwin Lutyens, von dem sich Johnston jedoch nicht beraten ließ.
Am Beginn der Gartenarbeiten stand das Planieren unebener Flächen. Danach ließ Johnston Hecken pflanzen, um den Garten in verschiedene Räume zu unterteilen, wodurch Sichtachsen entstanden. Er legte neue Wege an und setzte unzählige Pflanzen, ohne einen Plan angefertigt zu haben. Im Jahr 1914 wurde Johnstons Gartengestaltung durch den Ersten Weltkrieg unterbrochen. Er war seit 1900 britischer Staatsbürger und diente als Major in Flandern.

### Die Erweiterung des Gartens
Nach dem Ende des Kriegs kehrte Lawrence Johnston nach Hidcote zurück. Er restaurierte den Garten, der vier Jahre lang nicht gepflegt worden war, und erweiterte ihn. Im Jahr 1922 stellte Johnston seinen ersten Obergärtner, Frank Adams, ein. Adams setzte, zusammen mit den anderen Gärtnern, die Visionen Johnstons um. In den 1920er Jahren waren bis zu zwölf Gärtner gleichzeitig für Johnston tätig.
Es wird angenommen, dass sich Johnston in dieser Zeit intensiv mit dem Werk von Gertrude Jekyll auseinandersetzte. Sie beschäftigte sich vor allem mit der Wirkung verschiedener Farben im Garten, wobei sie sich besonders für einfarbige Staudenbeete interessierte. Ihre Überlegungen veröffentlichte sie in mehreren Büchern und Artikeln für die Zeitschriften Country Life und The Garden. Johnston war Mitglied der Royal Horticultural Society und der exklusiven Garden Society, und sein Obergärtner besuchte alljährlich für mehrere Tage die Chelsea Flower Show. Auch der Architekt Thomas Mawson soll die Gestaltung des Gartens beeinflusst haben, besonders in seiner Anfangsphase.

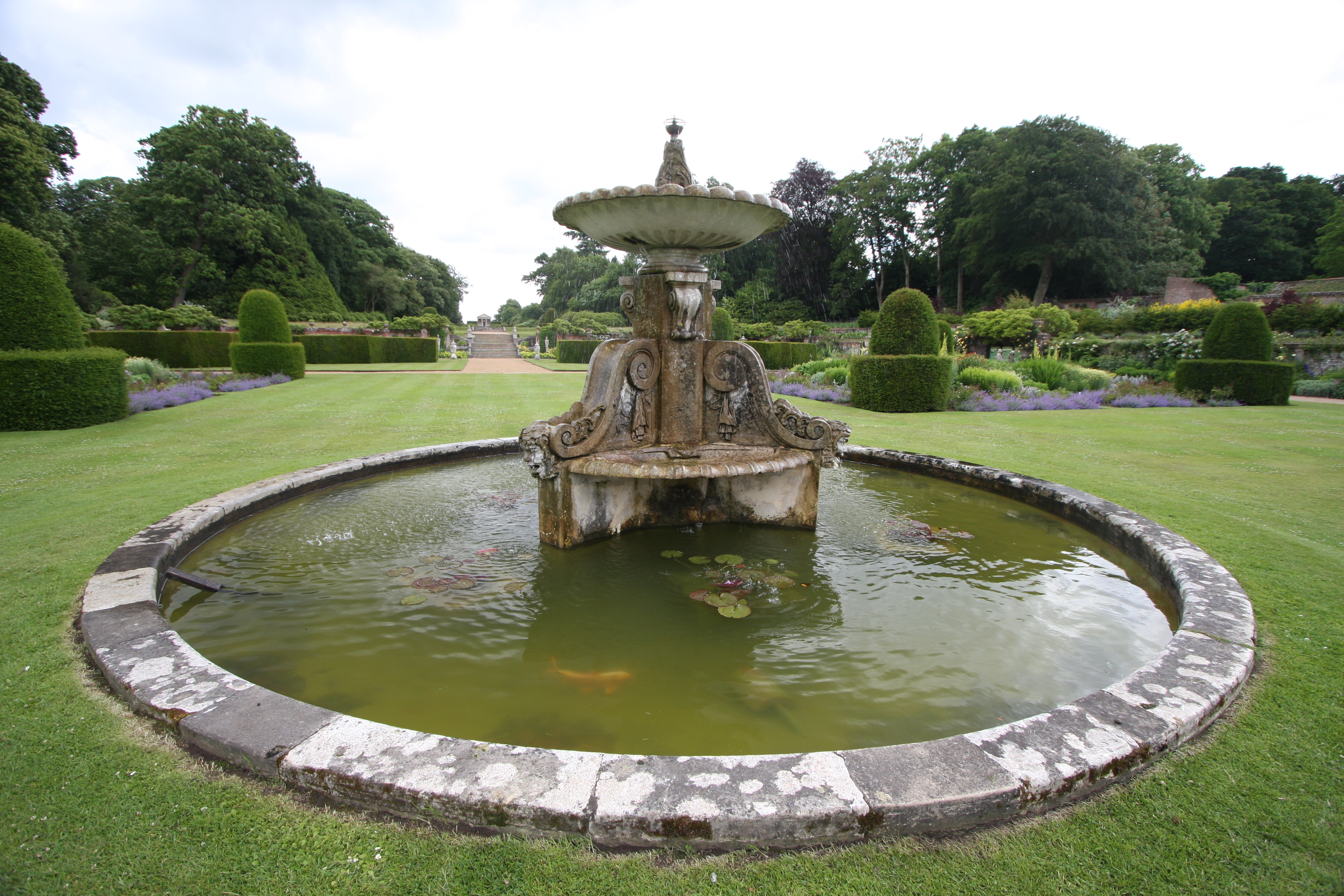
Der Garten von Blickling Hall

Johnston ließ sich von der Amateurgärtnerin Norah Lindsay beraten, die bei der Kombination von verschiedenen Pflanzen besonders auf den Farbeffekt und auf die Wirkung der Blätter achtete, und die unter anderem einen Teil des Gartens von Blickling Hall, das heute ebenfalls dem National Trust gehört, gestaltet hatte. Ihr Herrenhaus mit Garten befand sich in Sutton Courtenay in der Grafschaft Oxfordshire, nicht weit entfernt von Hidcote, war aber meist vermietet. In Johnstons unmittelbarer Nachbarschaft entwarf Heather Muir den Garten von Kiftsgate Court. Sie befasste sich eingehend mit der Farbgestaltung und tauschte mit Johnston viele Pflanzen und Ideen aus. Inspirieren ließ sich Johnston ebenso vom Garten von Snowshill Manor, der von Charles Wade gestaltet wurde. Dieser Garten wird heute, gemeinsam mit dem Manor House, vom National Trust verwaltet.
Mehr und mehr interessierte sich Johnston für seltene Pflanzen, beispielsweise solche, die Pflanzensammler von ihren Expeditionen in den Fernen Osten mitbrachten. Johnston besuchte einige Male die Royal Botanic Gardens in Kew, er schuf in einem Teil seines Gartens passende Bedingungen für Alpenpflanzen, und er kultivierte unzählige Pflanzen in Töpfen. Weiters unterhielt er Beziehungen mit dem Royal Botanic Garden Edinburgh, von dem er ungefähr siebenhundert Pflanzen erhielt.
Johnston beteiligte sich an einigen Pflanzenexpeditionen. Die Expedition von 1927 durch Südafrika erwies sich als wenig erfolgreich. Drei Jahre später unternahm Johnston gemeinsam mit George Forrest, der für den Royal Botanic Garden Edinburgh tätig war, eine Reise durch den Westen Chinas. Von dieser Reise brachte er drei für den europäischen Kontinent neuartige Pflanzen mit, zwei Mahonien, Mahonia lomariifolia, eine Pflanze, die oft mit Johnston assoziiert wird, und Mahonia siamensis, sowie eine Jasminum-Art, Jasminum polyanthum.
In den 1930er Jahren erlebte der Garten von Hidcote seine erste Glanzzeit. Die Zeitschrift Country Life veröffentlichte 1930 zwei reich bebilderte Artikel über den Garten. Drei Jahre später stellte der berühmte Gartenarchitekt Russell Page den Garten in einer Radiosendung vor. Der Inhalt dieser Sendung wurde anschließend in der Zeitschrift The Listener veröffentlicht. In diesen Jahren wurde der Garten für Besucher geöffnet, wobei die Öffnungszeiten jedoch sehr eingeschränkt waren und Fremde den Garten nicht besichtigen durften.

### Die Übernahme des Gartens durch den National Trust
Im Jahr 1948 beschloss Lawrence Johnston, den langfristigen Erhalt von Hidcote Manor Garden durch eine Übergabe des Gartens an den National Trust zu sichern. Es war der erste Garten, der durch den National Trust betreut wurde. Der Garten von Hidcote wurde zunächst von Graham Thomas geprägt, dem Gartenberater des National Trusts, der von 1955 bis 1980 die Verantwortung für den Garten trug. Von 1959 bis 1978 wurde Harry Burrows als Obergärtner beschäftigt. Während dieser Zeit wurden auch Pflanzen eingesetzt, die Lawrence Johnston nicht verwendet hatte. Zu Beginn des 21. Jahrhunderts beschäftigt man sich vermehrt damit, den Originalzustand des Gartens zu rekonstruieren. In Archiven wurde nach frühen Aufzeichnungen und Bildern des Gartens gesucht. Nachbarn stellten dem National Trust Bilder zur Verfügung. Auch im Garten selbst wurden Nachforschungen angestellt, beispielsweise wurden Wege wieder freigelegt. Die zehnjährige Restaurierungsphase wurde im Jahr 2011 beendet.

### Obergärtner
Außer Johnston waren auch eine Anzahl von Gärtnern an der Entwicklung des Gartens beteiligt, vor und nach der Übernahme durch den National Trust.
- 1922–1939 Frank Adams
- Walter Bennet
- 1959–1978 Harry Burrows[28]
- Paul Nicholls in den 1990er Jahren.[29]

## Beschreibung

### Die Unterteilung in Gartenräume
Das grundlegende Gestaltungselement des Gartens von Hidcote ist die Unterteilung in Gartenräume, englisch Outdoor Rooms. Es wird angenommen, dass sich Lawrence Johnston an italienischen Renaissancegärten des 16. Jahrhunderts orientierte. Um den Garten zu unterteilen, pflanzte Johnston Hecken aus Eiben, Buchen, Buchs, Stechpalmen und Hainbuchen. Zusätzlich gibt es auch einige Mauern. Insgesamt ließ Johnson einundzwanzig verschiedene Gartenräume anlegen, von denen jeder ein anderes Thema hatte. Das Konzept der vielen kleinen Gärten innerhalb eines großen Gartens spiegelte die Suche nach einem eigenen englischen Stil wider, bei der er sich beispielsweise auch auf die formalen Gärten des jakobinischen Stils besann. Während der 1890er Jahre behandelten John Dando Seddings Gardencraft, Old and New und Reginald Blomfields The Formal Garden die Gestaltung formaler Gärten. In deren Tradition steht auch der Hidcote Garden, der aus regelmäßig angeordneten und oftmals miteinander verbundenen Räumen besteht. Ein Besucher des Gartens hat keinen freien Ausblick auf die den Garten umgebende Landschaft, dies wird nur durch die eigens angelegten Sichtachsen möglich.

### Die Sichtachsen

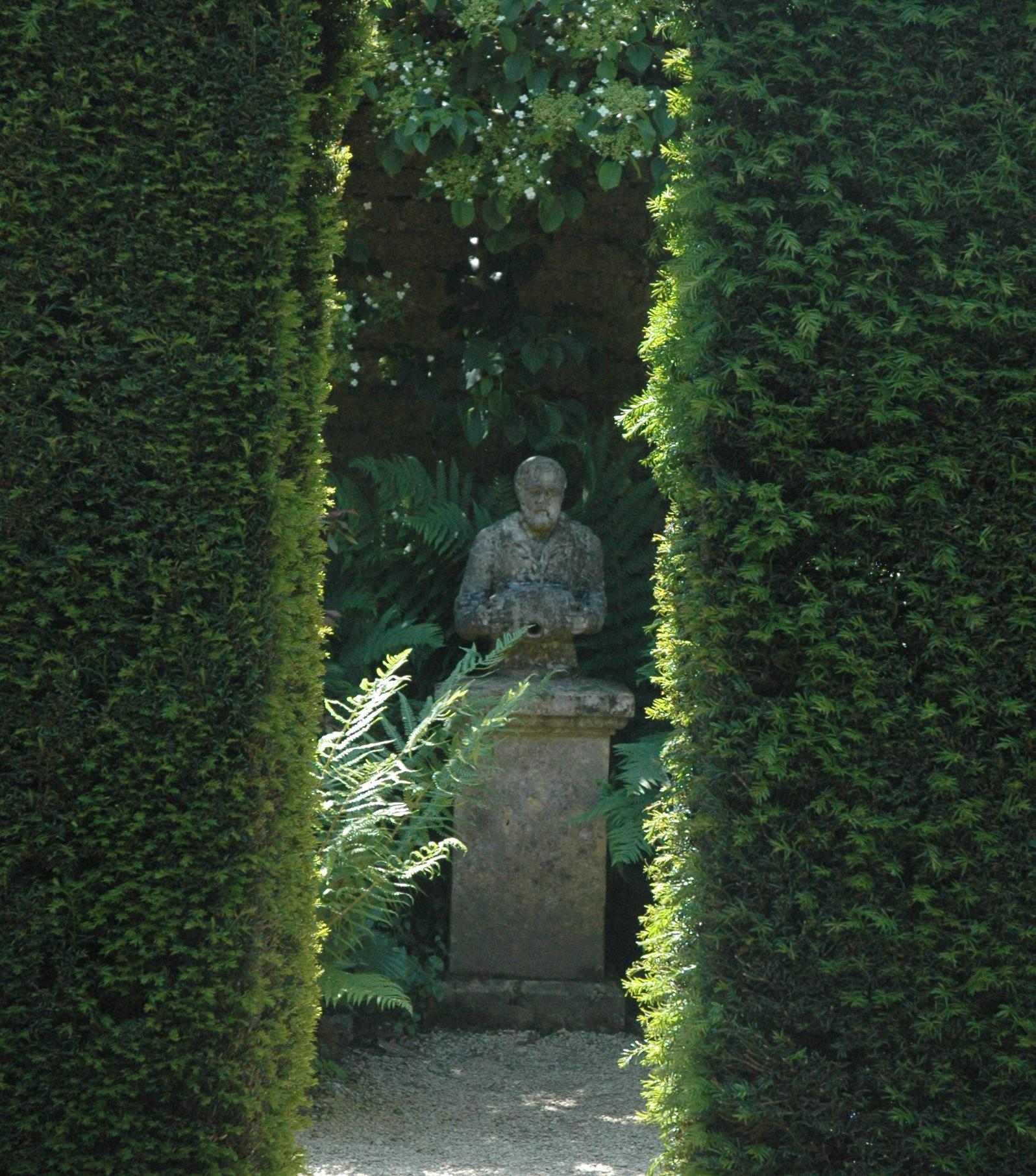
Eine Sichtachse zwischen zwei Gartenräumen

Ein charakteristisches Gartenelement des Hidcote Manor Garden sind die Sichtachsen, englisch Vistas, die längste davon ist der Long Walk. Er erstreckt sich von der Gartenlaube, die den Übergang zu den Red Borders bildet, bis zur Grenze des Grundstücks. An diesem Ende des Long Walk setzte Lawrence Johnston das Konzept der geborgten Landschaft um, denn der Long Walk bietet eine weite Aussicht auf die umliegende Landschaft. Der Garten von Hidcote steht hier in der Tradition der weitläufigen Landschaftsgärten des 18. Jahrhunderts, die von ihrer Umgebung nur durch eine kaum wahrnehmbare Abgrenzung getrennt wurden. Der Long Walk wird von einem Bach durchquert, über den Johnston eine Brücke bauen ließ. Weitere Sichtachsen ergeben sich in einzelnen Gartenräumen und durch die Verbindung von einzelnen Räumen.

### Der Formschnitt

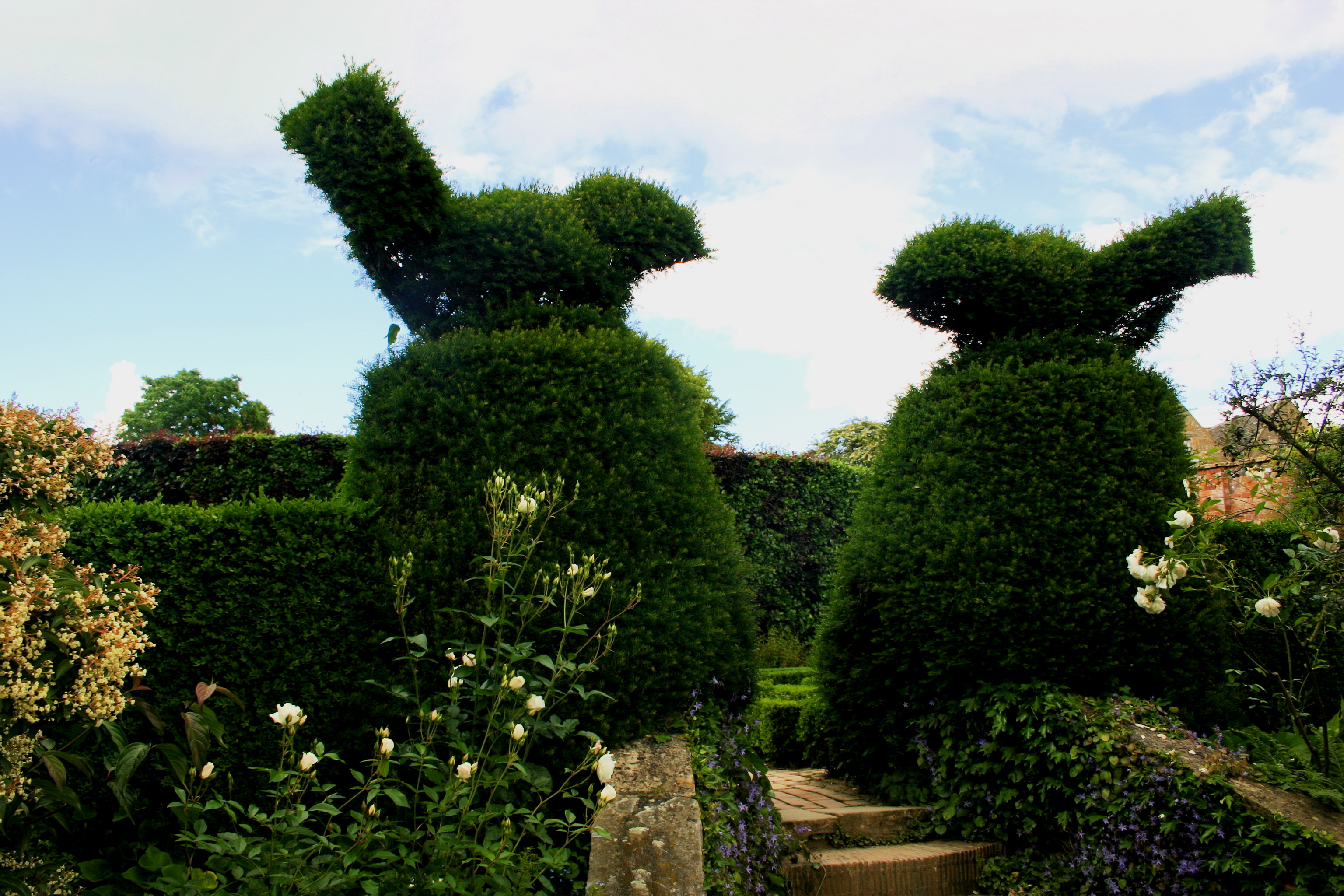
Aus Eiben geformte Pfauen zwischen dem Fuchsiengarten und dem Wasserbecken

Eine wichtige Stellung nimmt im Garten von Hidcote der Formschnitt ein. Lawrence Johnston verwendete Eiben und Buchs. Die Kunst des Formschnitts wendete Johnston vorwiegend im Topiary Garden an, der wegen seiner vier aus Buchs geformten Pfauen berühmt ist. Die Pfauen stehen auf Buchs-Zylindern. Die Bepflanzung des Topiary Gardens hat sich immer wieder verändert, schlussendlich ist er als Weißer Garten, englisch White Garden, konzipiert worden. Zwischen dem Fuchsiengarten und dem Bereich des Wasserbeckens, englisch Bathing Pool Garden, befinden sich zwei aus Eiben geformte Pfauen.

### DieRed Borders

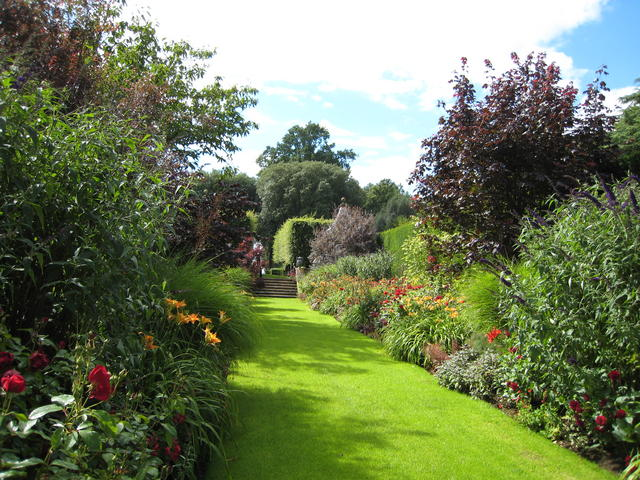
Die Red Borders

Die Einbindung von rotblühenden Stauden in einem Garten gilt als Herausforderung. Im Garten von Hidcote bilden die beiden roten Staudenbeete, englisch Red Borders, eine Verbindung zwischen anderen Gartenräumen und sind wichtiger Teil des Gartens. Ursprünglich wurden sie Scarlet Borders genannt, doch diese Bezeichnung wurde diesem Gartenraum nicht gerecht. Nach der ersten Bepflanzung bestanden die Red Borders aus Pflanzen mit einem Farbspektrum von Zinnoberrot bis Karminrot, gleichzeitig pflanzte Johnston aber auch hellorange Taglilien, Hemerocallis, violetten Eisenhut, Aconitum ‘Spark’s Variety’ und Pflanzen mit einem kastanienbraunen Blattwerk.
Graham Thomas beschäftigte sich gründlich mit den Red Borders und achtete darauf, rot-gelbe Pflanzen nicht mit rot-blauen Pflanzen zu vermengen. Thomas integrierte als neue Pflanze einen Rittersporn ‘Black Night’, der dieselbe Blütenfarbe besitzt wie der früher blühende Eisenhut ‘Spark’s Variety’, und er ersetzte ein Purpurglöckchen ‘Palace Purple’ durch Purpurglöckchen Heuchera americana. Eine Besonderheit der Red Borders stellt auch die große Bergkiefer, Pinus mugo, dar, die Johnston wegen des sonnigen Standorts hier pflanzte, ohne Rücksicht auf das Farbschema zu nehmen.

### Weitere Gartenräume
Zu den weiteren Gartenräumen zählen der Fuchsiengarten, englisch Fuchsia Garden, mit Fuchsien zwischen Einfassungen aus Buchs, und der Bereich des Wasserbeckens, englisch Bathing Pool Garden. Der Theatre Lawn ist eine von Hecken umgebene große Rasenfläche, der Stilt Garden besteht aus in Form geschnittenen Hainbuchen und der Pillar Garden leitet seinen Namen von den als Säulen geschnittenen Eiben ab, die in zwei parallelen Reihen angeordnet worden sind. Er hat Rabatten mit Pfingstrosen.

## Gartengeschichtliche Einordnung

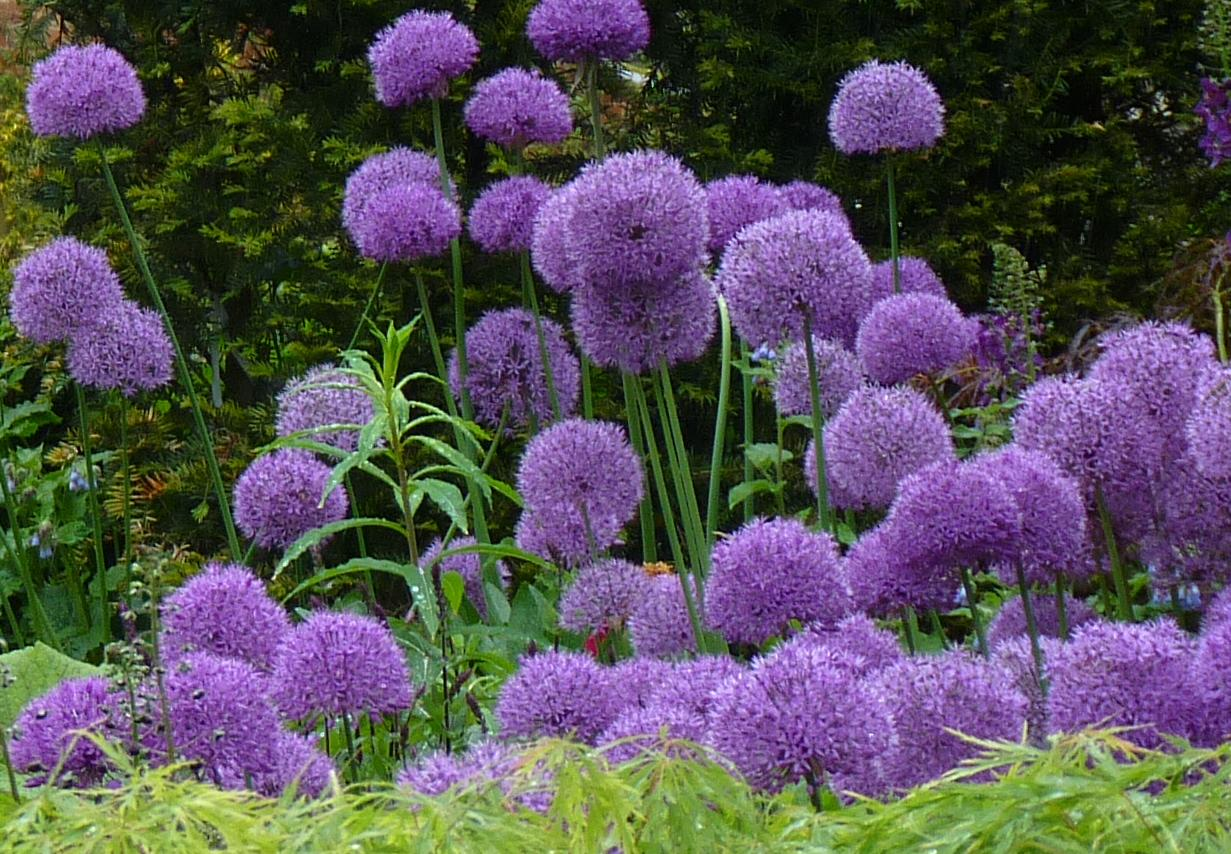
Sternkugel-Lauch im Hidcote Manor Garden

Der Hidcote Manor Garden hat im 20. Jahrhundert die Gartengestaltung am meisten beeinflusst. Während er in der ersten Hälfte des Jahrhunderts vor allem ein Vorbild für andere berühmte Gärten war, werden die Gestaltungselemente des Gartens von Hidcote in der zweiten Hälfte des Jahrhunderts und am Beginn des 21. Jahrhunderts auch beim Entwurf und bei der Bepflanzung von kleineren privaten Gärten umgesetzt. Das Besondere am Hidcote Manor Garden ist das Zusammenwirken von verschiedenen Stilen. Die Unterteilung in verschiedene Gartenräume erinnert an die Italienischen Renaissancegärten des 16. Jahrhunderts, die umliegende Landschaft wird im Stil der Landschaftsgärten des 18. Jahrhunderts eingebunden und die Staudenbeete sind in der Tradition der englischen Cottage-Gärten angelegt. Eine für englische Cottage-Gärten charakteristische Pflanze ist beispielsweise der Sternkugel-Lauch.

## Der Garten als Vorbild für andere Gärten

### Der Garten von Sissinghurst Castle

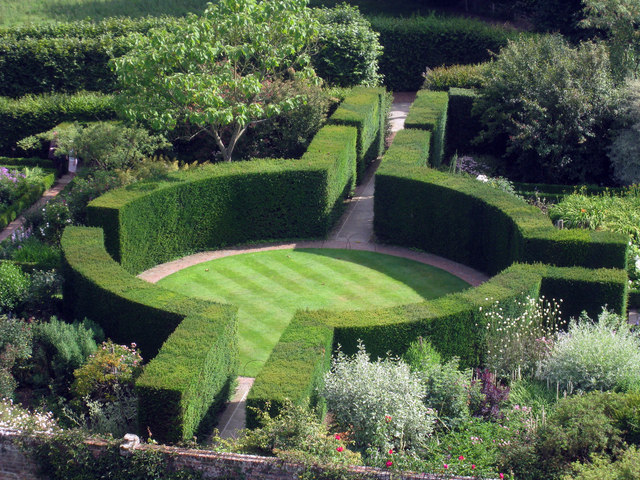
Gartenräume im Garten von Sissinghurst Castle

Nach einer bis in das Mittelalter zurückreichenden Geschichte wurde das in der Grafschaft Kent liegende Anwesen von Sissinghurst im April 1930 von Vita Sackville-West erworben. Gemeinsam mit ihrem Ehemann Harold Nicolson legte sie den noch heute bestehenden Garten an. Beeinflusst wurden sie vor allem durch Gertrude Jekyll, Edwin Lutyens und den Garten von Hidcote. Ebenso wie der Hidcote Manor Garden besteht der Garten von Sissinghurst Castle aus mehreren Räumen, wobei jeder Raum einer anderen Farbe oder einem anderen Thema gewidmet ist. Während der Garten von Hidcote bezüglich der Farbgestaltung auf Grund seiner Red Borders bekannt ist, erfreut sich der Garten von Sissinghurst, der seit 1967 vom National Trust verwaltet wird, wegen seines Weißen Gartens einer großen Beliebtheit.

### Der Garten von Newby Hall
Nachdem die in der Grafschaft Yorkshire gelegene Newby Hall schon seit mehr als fünfzig Jahren bestanden hatte, wurde sie im Jahr 1748 von der heutigen Eigentümerfamilie übernommen. Kurz darauf wurde ein formaler Garten angelegt. Die zu diesem Garten gehörende Allee aus Linden ist auch noch ein Element des heutigen Gartens, dessen Erscheinungsbild vor allem von Edward Compton geprägt wurde. Er begann mit der Gestaltung des Gartens in den 1920er Jahren, wobei er besonders von Lawrence Johnston beeinflusst wurde. Compton entschloss sich dazu, im Garten eine Sichtachse anzulegen, die von der Südseite des Gebäudes bis zum Fluss Ure reicht. Die Mitte dieser Sichtachse wird durch eine Rasenfläche gebildet, links und rechts davon befinden sich Staudenbeete, die durch Hecken aus Eiben vom übrigen Garten getrennt werden. Neben der Sichtachse legte Compton verschiedene Gartenräume an.

## Nach dem Garten benannte Pflanzen

### Lavendel ‘Hidcote’

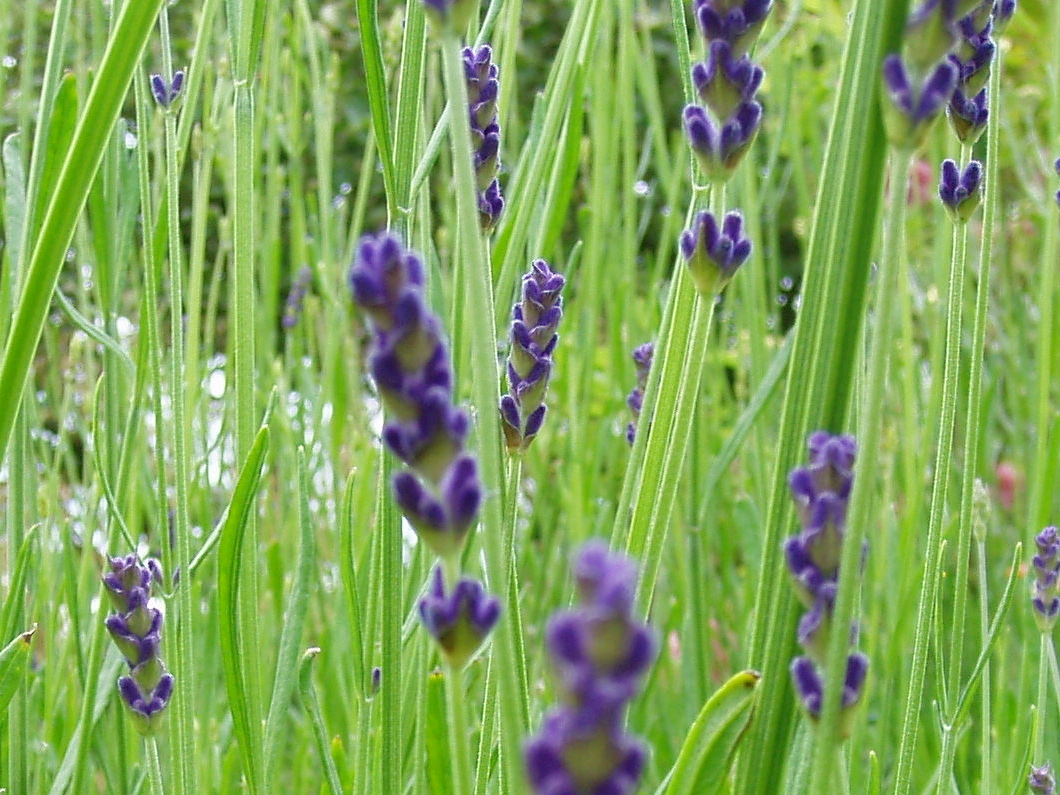
Lavendel 'Hidcote'

Der Lavendel ‘Hidcote’ ist ein Echter Lavendel, Lavandula angustifolia, auch als Englischer Lavendel bezeichnet. Auf einem trockenen und sonnigen Hang kann echter Lavendel eine Höhe von beinahe zwei Metern erreichen. ‘Hidcote’ ist jedoch eine kompakte Sorte mit Wuchshöhen von sechzig bis einhundert Zentimetern. Diese Sorte eignet sich sowohl für Staudenbeete als auch für Beeteinfassungen. Sie zeichnet sich durch dichte silbrig-graue Blätter sowie dunkelviolett-blaue und bis zu vier Zentimeter lange Blüten aus. Die Sorte ist bekannt wegen ihrer Verwendung im Hidcote Manor Garden, es wird aber angenommen, dass sie Lawrence Johnston aus Frankreich mitgebracht hat.

### Johanniskraut ‘Hidcote’
Das Johanniskraut ‘Hidcote’, Hypericum ‘Hidcote’, zählt zu den beliebtesten und bewährtesten Johanniskräutern. Im Allgemeinen ist es sehr winterhart, doch ein zu langer und starker Frost kann zur Folge haben, dass die Pflanze zurückfriert. Die gold-gelben Blüten erreichen einen Durchmesser von fünf bis sieben Zentimetern und gehören somit zu den größten innerhalb der Gattung, wobei sich das Johanniskraut ‘Hidcote’ sowohl im Schatten als auch in der Sonne als sehr blühfreudig erweist. Falls die Pflanze zu groß wird, kann sie problemlos zurückgeschnitten werden.

## Der Garten von Serre de la Madone

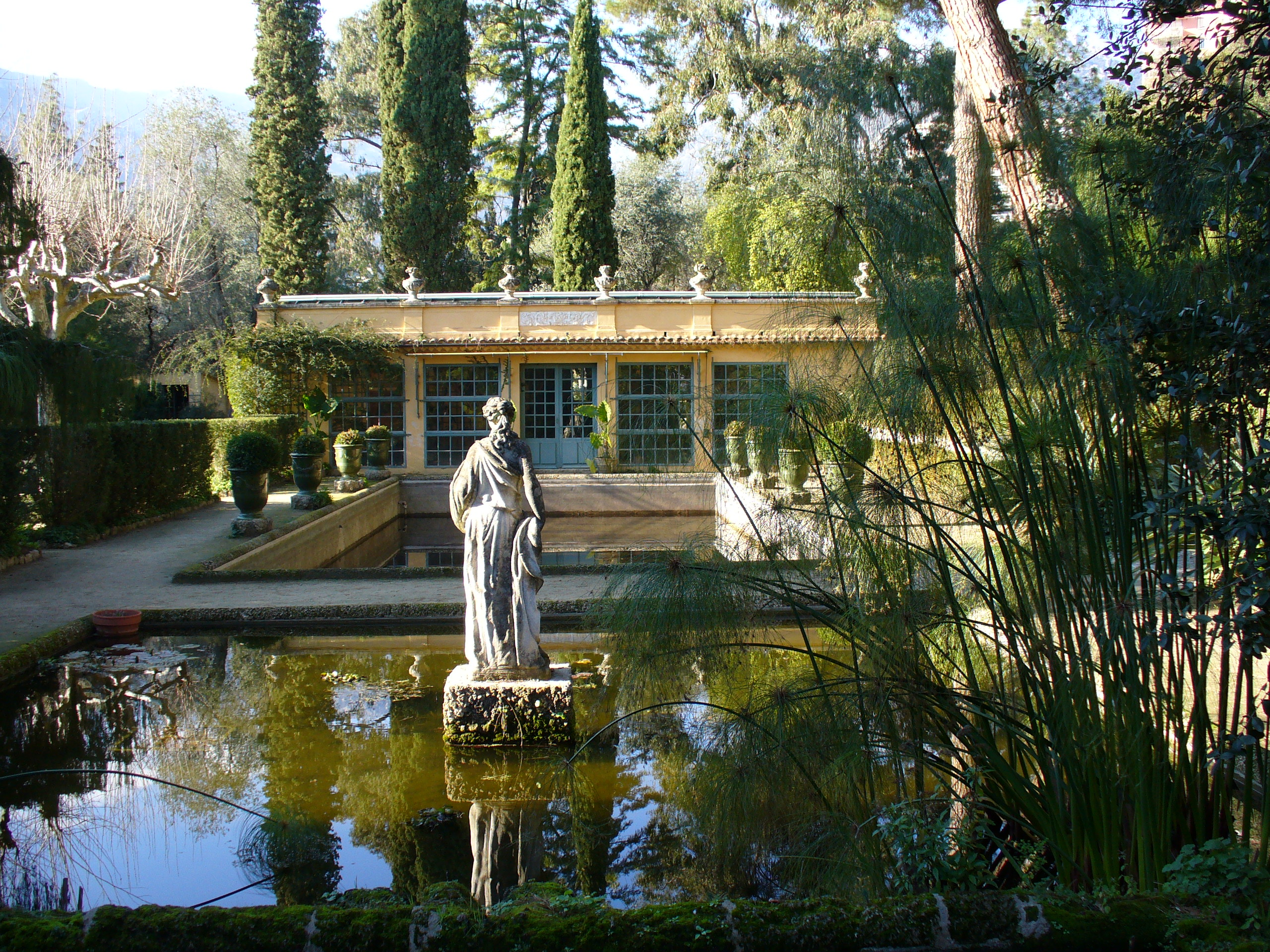
Wasserbecken im Garten von Serre de la Madone

Neben dem Hidcote Manor Garden wurde noch ein weiterer Garten von Lawrence Johnston geplant, nämlich der Garten von Serre de la Madone. Im Jahr 1924 waren die grundlegenden Elemente des Hidcote Manor Garden bereits fertiggestellt, und Johnston hatte nun die Zeit, sich einem weiteren Projekt zu widmen. Er erwarb im Tal von Gorbio, das sich im Nordwesten von Menton an der Côte d’Azur befindet, das Anwesen von Serre de la Madone, auf das er sich in den Wintermonaten zurückzog. Umgesetzt wurden die gärtnerischen Ideen Johnstons von einem Gärtner aus Hidcote, der von mehreren französischen Gärtnern unterstützt wurde.
Der Garten von Serre de la Madone liegt an einem steilen und terrassierten Hang, auf dem früher Oliven und Weintrauben angebaut worden sind. Seit der Umgestaltung Johnstons besteht der Garten aus zweiundzwanzig Terrassen, die jeweils einen eigenen Gartenraum bilden. Charakteristisch für den Garten sind seine zahlreichen Wasserbecken und Springbrunnen sowie seine exotischen Pflanzen, beispielsweise pflanzte Johnston Zuckerbüsche, Protea, Mimosen, Mimosa pudica, einen Australischen Teebaum, Melaleuca alternifolia, eine Süße Duftblüte, Osmanthus fragrans, Kamelien, Camellia japonica, und Blauregen, Wisteria.